# Haplogrupo C-V20
El haplogrupo C-V20, actualmente (2020) clasificado como haplogrupo C1a2, es un haplogrupo del cromosoma-Y humano. Es una rama que desciende del haplogrupo C1a y es un clado hermano de C1a1, el cual está distribuido en Japón (cultura Jomon). El haplogrupo C-V20 está actualmente distribuido en Europa, norte de África, Asia Occidental y en Asia del Sur con una frecuencia muy baja.

## Prehistoria

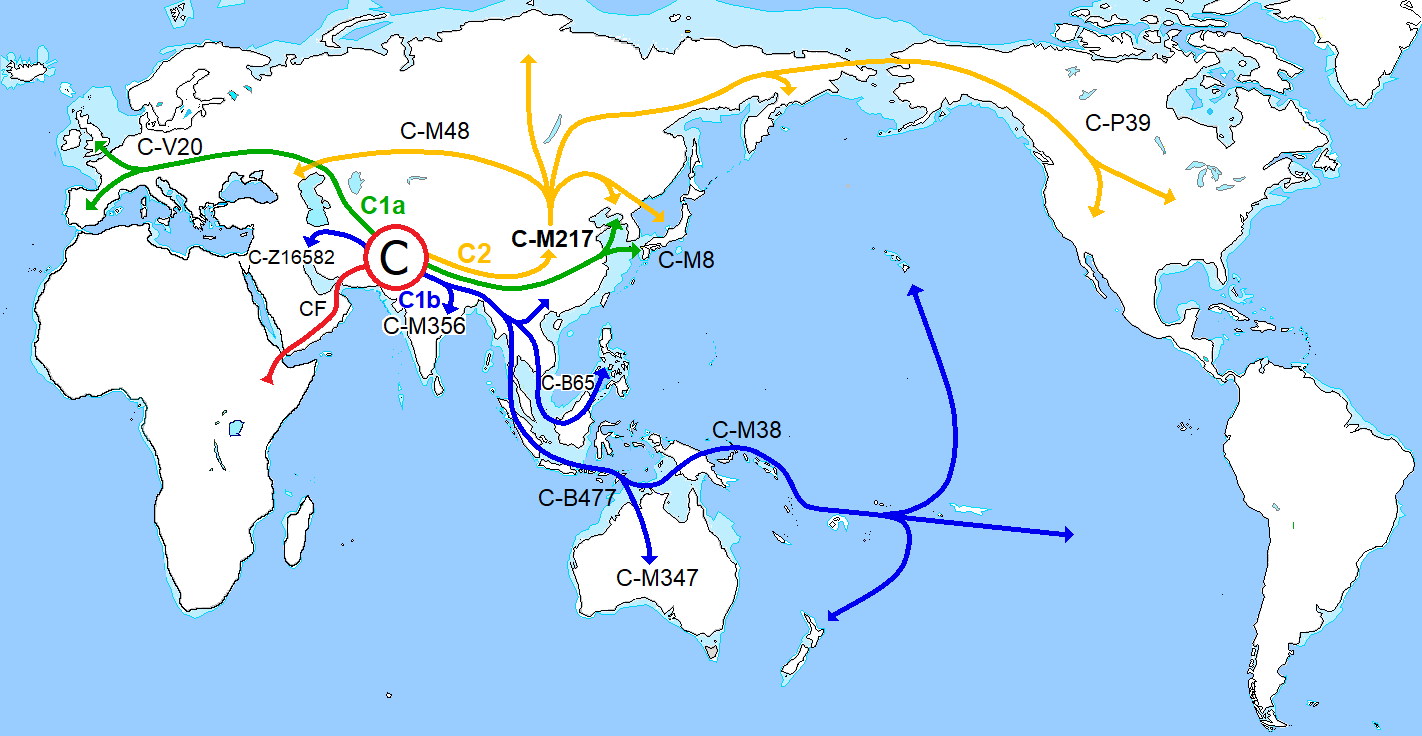
Migración del haplogrupo C-V20 en Europa.

Mapa de distribución del humano moderno (Cro-Magnon), por Currat & Excoffier (2004).　Esta expansión se considerada prácticamente un sinónimo de la expansión del haplogrupo C1a2.

Incluye muchas muestras de ADN-Y asociadas con las poblaciones más viejas conocidas de humanos anatómicamente modernos en Europa (Cromañón) y está considerado para ser un linaje portador de la cultura Auriñaciense del Paleolítico Superior, cultura que empezó hace 40,000 años.
El haplogrupo C1a2 (V20) ha sido descubierto en los restos de individuos Palaeolíticos en República Checa (hace 30,000 años), Bélgica (hace 35,000 años), y el Sunghir, un sitio arqueológico próximo a Vladimir, Rusia. En lo relativo a la prehistoria más reciente, el haplogoupo C-V20 ha sido encontrado en los restos de un varón (muerto hace aproximadamente 7,000 años) asociado con un grupo tardío de la cultura de cerámica lineal Älfold en Kompolt-Kigyósér, Hungría, cuyo mtDNA pertenecía al haplogrupo J1c1, en los restos de un varón (muerto hace circa 7,000 años) asociado también con la cerámica de bandas, esta vez en Apc-Berekalja (I.), Hungría, cuyo mtDNA perteneciía al haplogrupo K1a3a3, y en los restos de un varón (muerto hace aproximadamente 7,000 años) asociado con la cultura Mesolítica de La Braña-Arintero, León, España cuyo mtDNA correspondía al haplogrupo U5b2c1. También ha sido hallado en ADN antiguo de Anatolia, en concreto en los restos de un Cazador-recolector anatolio datado en 13,642–13,073 a. C. perteneciente al haplogrupo K2b mitocondrial.

## Distribución actual
El haplogrupo C-V20 también ha sido encontrado en un número pequeño de europeos modernos, argelinos bereberes, armenios, y nepalíes.
En la población actual es residual y se encontró en España, Polonia, Inglaterra, Irlanda, Armenia, Italia y Ucrania.

## Filogenia
Los principales subclados, incluyendo el haplogrupo ancestral C-Y11591 es la siguiente:
- C-Y11591 tiene unos 45 mil años de antigüedad y es típico de Europa.
  - C-Y37006, se encontró en los restos humanos Sungir 2, Sungir 3, y Sungir 4, con unos 34 mil años de antigüedad, del yacimiento de Sungir, el cual está situado en Vladímir (Rusia europea).
  - C1a2 (V20), antes C6 o C7, presenta actualmente muy baja frecuencia.
    - C-V20* hallado en León (España), en restos de hace unos 7800 años.
    - C-V86 es un clado con unos 36 mil años de antigüedad.
      - C1a2a (V182) tiene unos 22 mil años de antigüedad.
        - C1a2a1 (V222, V3918) cuenta con unos 16 mil años y se encontró en Turquía, Italia, Ucrania e Inglaterra (en Essex).
        - C1a2a2 (Y11325, Y10490) en Valencia (España) y Polonia.

      - C1a2b (Z38888, F16270)
        - C1a2b1 (BY22666)
          - C1a2b1a (Z44576) encontrado en bereberes de Argelia.
          - C1a2b1b (Z44526, F15182) con unos 8 mil años y encontrado en León (España), Armenia e Inglaterra..